# Transportfliegerstaffel 24

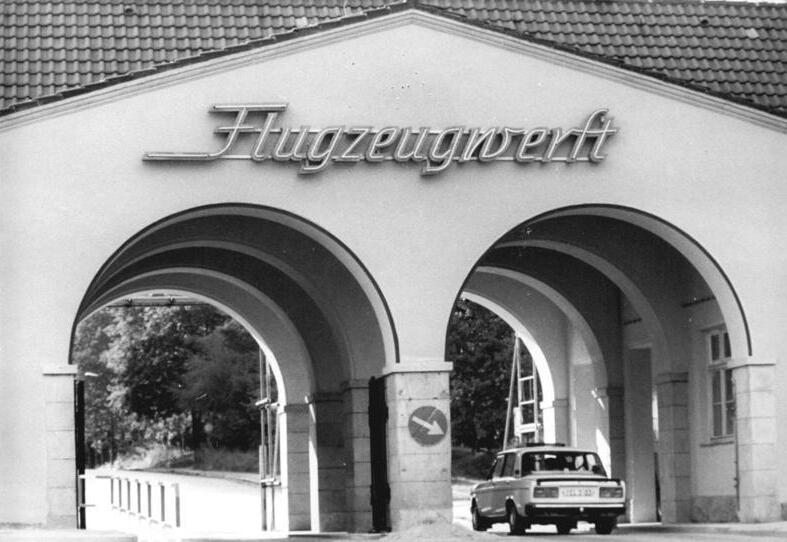
Einfahrt zum Gelände des damaligen Industrieparks Klotzsche, Standort der Kaserne in Dresden

Die Transportfliegerstaffel 24 (TS-24) war ein fliegender Verband in Bataillonsstärke der NVA-Luftstreitkräfte in direkter Unterstellung des Führungsorgan Front- u. Militärtransportfliegerkräfte.

## Geschichte

### Aufstellung
Die Staffel wurde gemäß Befehl 14/63 des Ministers für Nationale Verteidigung am 2. Mai 1963 am Flugplatz Dessau als Transportfliegerstaffel 27 (TFS-27) aufgestellt, wobei Teile des Transportfliegergeschwaders 17 (TG-17) übernommen wurden. Zur Versorgung und Unterstützung wurde zeitgleich das Fliegertechnische  Bataillon 27 (FTB-27) aufgestellt, das der Staffel direkt unterstellt war.

### Verlegung und Namensänderung
Im Oktober 1963 erfolgt die Verlegung beider Verbände zum Flugplatz Dresden-Klotzsche. Mit der Umstrukturierung zum 1. Dezember 1971 erfolgte die Umbenennung in TFS-24 und FTB-24. Die endgültige Bezeichnung TS-24 wurde ab 1975 verwendet.

### Gliederung
Die TS-24 bestand aus bis zu vier Transportfliegerketten und zwei Luftbildketten.

### Besonderheit
Die Ausbildung zum Steuermann/Navigationsoffizier der Offiziershochschule für Militärflieger im vierten und letzten Studienjahr erfolgte in der TS-24 unter Verwendung von Transportflugzeugen An-26.

## Übernahme in die Bundeswehr und Auflösung
Am 3. Oktober 1990 wurde die TS-24 in das Lufttransportgeschwader 65 des Lufttransportkommandos der Luftwaffe der Bundeswehr übernommen. Im November 1992 wurde die TS-24 als Lufttransportgruppe Dresden-Klotzsche des 1991 gebildeten Lufttransportgeschwaders 65 endgültig aufgelöst.

## Kommandeure
| Dienstgrad, Name                | Dienstzeit | Bemerkung                                               |
| ------------------------------- | ---------- | ------------------------------------------------------- |
| Major Roß                       | 1963–1965  |                                                         |
| Major Zimmer                    | 1965–1970  |                                                         |
| Oberstleutnant Tetzel, Joachim  | 1970–1973  | 1981 Verdienter Militärflieger der DDR                  |
| Oberstleutnant Kolditz          | 1973–1974  |                                                         |
| Oberstleutnant Tetzel, Joachim  | 1974–1976  |                                                         |
| Oberstleutnant Berthold, Roland | 1976–1981  | 1980 Verdienter Militärflieger der DDR                  |
| Oberstleutnant Schikor          | 1982–1983  |                                                         |
| Oberstleutnant Schammer         | 1983–1986  |                                                         |
| Major Gröschel                  | 1986–1990  | 1990–1991 kommissarisch Kdr./ Berater Maj. Trapp LTG 63 |
| Oberstleutnant Wolf             | 1991–1992  |                                                         |

Anmerkung:

Die Dienststellung des Staffelkommandeurs war vergleichbar der Verwendung Bataillonskommandeur im Heer.

## Flugzeugtypen
- 2 × Mi-2F
- 4 × An-2

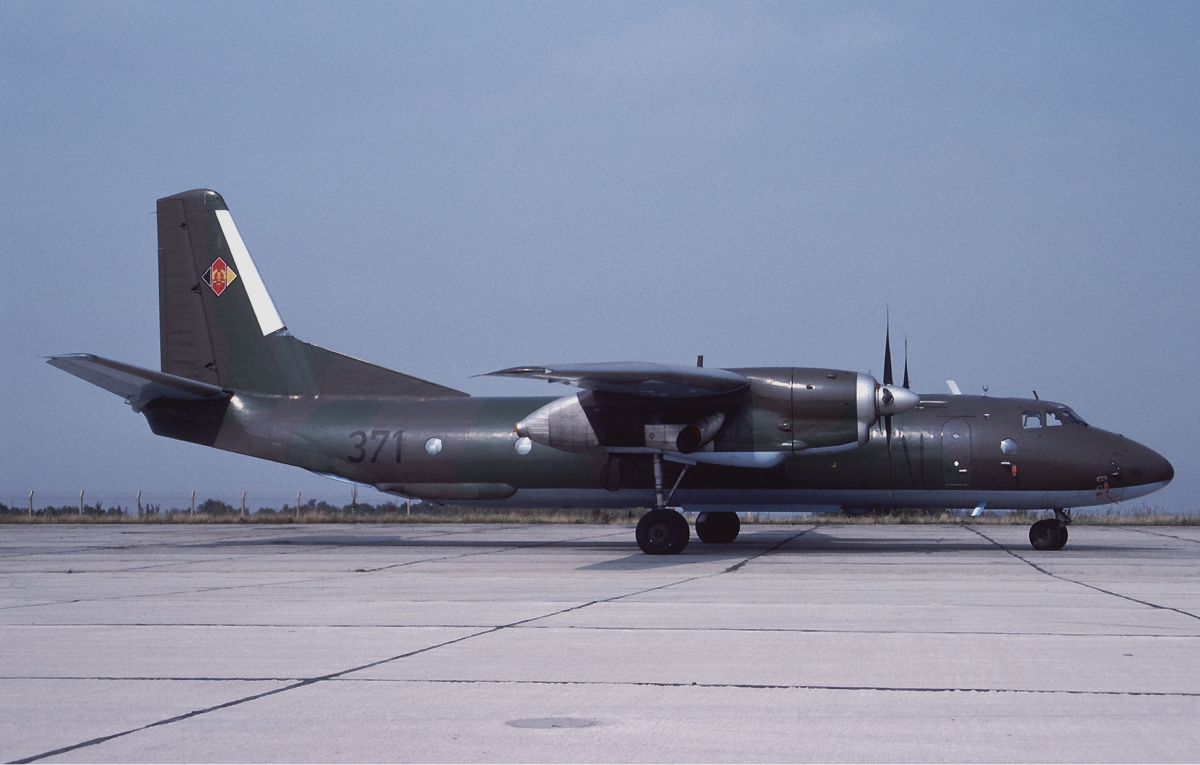
Die An-26 371 stand vom 11. Dezember 1980 bis 3. Oktober 1990 im Dienst der TS-24.

- 16 × Il-14 P Nutzungsende 1976–1982
- 12 × An-26 ab 1980, bei Übernahme in die Bundeswehr (1990) neue Kennzeichen 52+01 bis 52+12 (Übernahme von Kennzeichen der 1980 ausgemusterten Noratlas)[1]